# Дон Ворд (хокеїст)
Дон Ворд (англ. Don Ward, 19 жовтня 1935, Сарнія — 6 січня 2014, Шорлін, Вашингтон) — канадський хокеїст, який грав на позиції захисника. Батько Джо Ворда.

## Ігрова кар'єра
Професійну хокейну кар'єру розпочав 1956 року.
Протягом професійної клубної ігрової кар'єри, що тривала 18 років, захищав кольори команд «Чикаго Блекгокс» та «Бостон Брюїнс».
Помер 6 січня 2014 року у віці 78 років.